# 정광고등학교
정광고등학교(淨光高等學校)는 대한민국 광주광역시 광산구 소촌동에 위치한 사립 고등학교이다.

## 학교 연혁
- 1946년 10월 10일 : 학교법인 정광학원 설립(설립자 만암 송종헌 대종사)
- 1951년 9월 1일 : 초대 교장 임석진 스님 취임
- 1951년 10월 10일 : 정광고등학교 개교
- 1987년 8월 18일 : 신축 이전(현위치)
- 1994년 10월 15일 : 학교 체육관 신축 개관
- 1999년 2월 1일 : 학교 법인 정광학원 본관 및 다목적 교실 신축개관
- 2001년 5월 15일 : 현대식 도서관(정광수혜관) 신축
- 2003년 7월 30일 : 우정학사(기숙사) 준공
- 2005년 10월 5일 : 급식소 신축
- 2013년 8월 1일 : 녹야원(다목적 교실) 준공
- 2024년 1월 2일 : AI팩토리 미래교실 준공
- 2024년 1월 12일 : 제17대 교장 배석일(영일 스님) 선생 취임
- 2025년 1월 23일 : 제73회 졸업식 졸업생 306명 배출(총 졸업생 18,078명)
- 2025년 3월 1일 : 제17대 이사장 무공(문의주) 스님 취임
- 2025년 3월 4일 : 제76회 입학식 신입생 334명(11개 학급) 입학

## 참고 자료
- 정광고등학교 - 한국교육학술정보원 학교알리미